# Бондарев, Станислав Юрьевич
Станислав Юрьевич Бондарев (род. 29 сентября 1988, Краснодар) — российский регбист, игравший на позиции центра (центрального трехчетвертного). Известен по играм за сборную России по регби-7. Заслуженный мастер спорта России.

## Биография
Первоначально занимался футболом. Выступал за «Кубань», но получал много желтых карточек. Это и стало одной из причин смены футбола на другой вид спорта. Пробовал себя в гребле, но не подошел из-за роста (182 см мало), в итоге по совету друга перешёл в регби. На первом курсе начал тренироваться у нынешнего тренера «Богатыреё» — Александра Александровича Алексеенко. Постепенно игрок пробился в основной состав «Кубани» (тогда команда называлась «Юг»), где выступал в регби-7. В 2011 году вместе с одноклубником Владимиром Остроушко перешёл в «Енисей-СТМ». Стал дважды чемпионом страны (2011 и 2012 годы). По окончании сезона 2013 вернулся обратно. Самое значимое достижение за это время в клубе — финал Кубка России по регби 2016.

## Карьера в сборной
В 2007 г. начал играть за сборную России по регби-7, в составе которой стал победителем Универсиады-2013, а также трёхкратным чемпионом Европы. Выступал на турнирах Мировой серии.
В 2019 году дебютировал в сборной по регби-15. Провёл один матч против Португалии 22 февраля 2020 года.

## Достижения
- Регби:
  -  Чемпион России — 2012, 2013

- Регби-7:
  -  Чемпион России по регби-7 — 2008, 2009, 2010, 2015
  -  Обладатель Кубка России по регби-7 — 2007, 2009, 2010, 2014
  -  Обладатель Кубка Европейских чемпионов по регби-7 — 2016

- Регби-7 (сборная):
  -  Чемпионат Европы по регби-7 — 2009, 2016, 2017
  -  Универсиада — 2013